# Charles A. Lockwood
Pour les articles homonymes, voir Lockwood.
Charles Andrews Lockwood (6 mai 1890 – 6 juin 1967) a été un vice-amiral de la Marine des États-Unis, pendant la guerre du Pacifique. Il est connu dans l'histoire des sous-marins comme le commandant légendaire de la Force des Sous-marins de la Flotte du Pacifique (COMSUBPAC). Il a développé les tactiques pour l'utilisation efficace des sous-marins, faisant des membres du "service silencieux" et de leurs navires, des acteurs clé de la victoire américaine.

## Carrière

### Avant la Seconde guerre mondiale
Charles Lockwood est né à Midland, comté de Fauquier (Virginie), le 6 mai 1890, et a été élevé dans le Missouri. Il a été diplômé de l'Académie navale d'Annapolis, classé 136e sur 156, dans la promotion de 1912. Il effectue de brèves croisières à bord du cuirassé pré-dreadnought USS Mississippi (BB-23) et du cuirassé USS Arkansas, et une courte période comme instructeur à la Station Navale de formation des Grands Lacs. Attiré par le service sur les sous-marins par la perspective de commander son propre bâtiment aux Philippines, en septembre 1914, il est affecté à l'aviso ravitailleur de sous-marins USS Mohican pour une formation sur les sous-marins.

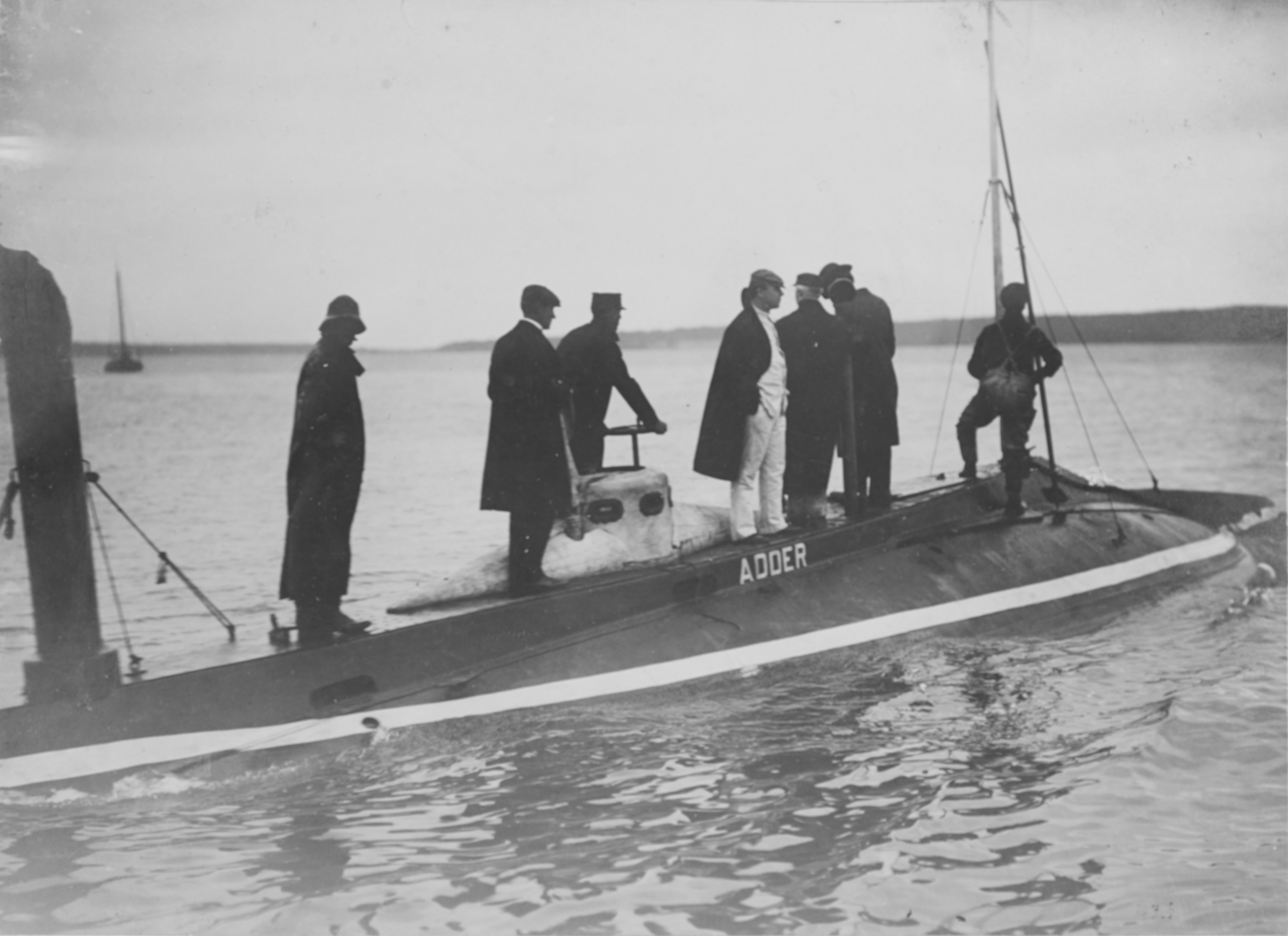
L'USS Adder, rebaptisé A-2 en 1911, était le troisième sous-marin de la Marine des États-Unis.

Le 1er décembre 1914, il reçoit son premier commandement de sous-marin, l'A-2, suivi du B-1. L'entrée en guerre des États-Unis l'a trouvé au commandement de la 1re Division de sous-marins, au sein de la Flotte d'Asie. De 1918 à 1922, il va successivement commander les sous-marins G-1, N-5, UC-97 (ex-allemand), R-25, et S-14.
À l'exception d'un temps de commandement dans la patrouille du Yangtsé, où il a commandé les canonnières USS Quiros (PG-40) en 1923, et USS Elcano (PG-38)  et le destroyer USS Smith Thomson (DD-212) en 1924-1925, il continue d'exercer ses commandements à la mer sur des sous-marins, recevant le commandement de la 13e Division de sous-marins et en 1926, il est le premier commandant du troisième sous-marin de la classe Barracuda, le V-3 rebaptisé en 1931 USS Bonita (SS-165).
Après deux ans comme conseiller naval pour les sous-marins auprès de la Marine brésilienne, il a été, en 1931, premier lieutenant sur le cuirassé USS California, en 1932 commandant-en-second du croiseur léger USS Concord, et en 1933, il est instructeur à l'Académie navale d'Annapolis, puis en 1935, il retrouve le commandement de la 13e Division de sous-marins.

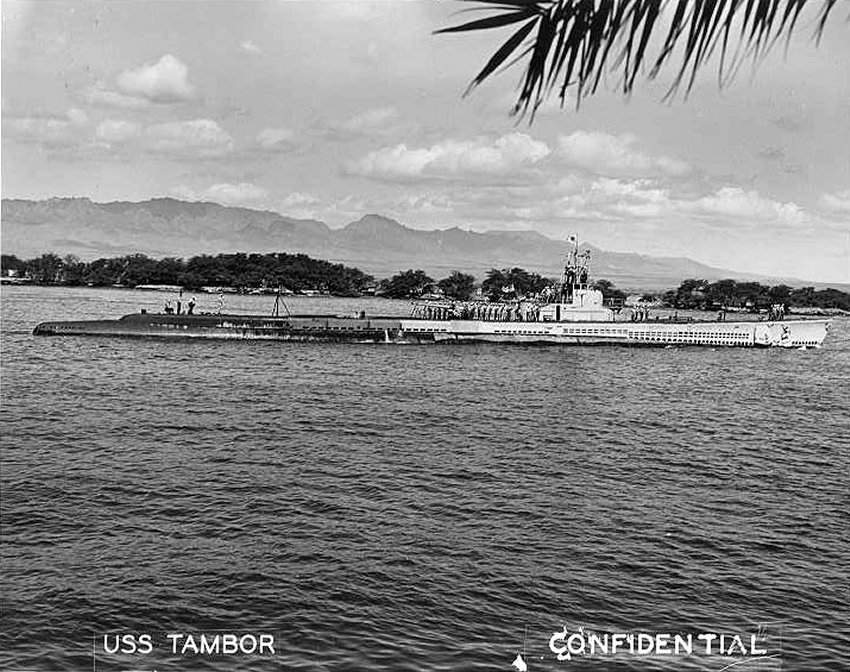
L'USS Tambor, ici à Hawaii en 1943, est entré en service en juin 1940.

En 1937, il devient officier d'état-major (Sous-marins) auprès du chef des Opérations navales. Le Commander Lockwood était un fervent partisan du sous-marin d'escadre conçu pour avoir le rayon d'action et la vitesse pour opérer avec la flotte de bataille. Cependant, la performance des premiers sous-marins d'escadre au cours des manœuvres fut loin d'être impressionnante. Leur rôle dans le cadre du Plan Orange, le plan de guerre contre le Japon, a été modifié en vue de leur faire mener des reconnaissances à distance, et tendre des embuscades aux navires de guerre. La guerre au commerce n'a pas été envisagée à cause de la traditionnelle opposition des États-Unis à une guerre sous-marine sans restrictions. Lockwood s'est heurté à l'opposition de l'amiral Hart président du General Board, qui croyait fermement à la valeur de bâtiments plus petits et plus simples. Mais finalement la construction de six sous-marins de la classe Tambor a été approuvée. Ils se sont révélés être d'excellents navires, les premiers à satisfaire les demandes ambitieuses en matière de sous-marin d'escadre. En juin 1939, le captain Lockwood devient le chef d'état-major de la Force des Sous-marins de la Flotte des États-Unis, sur le croiseur USS Richmond.

### Pendant la guerre du Pacifique
En janvier 1942, Charles Lockwood a été nommé attaché naval au Royaume-Uni, alors que faisait rage la guerre sous-marine dans l'Atlantique. Il a été promu contre-amiral en mars.

#### Dans la Zone du Pacifique Sud-Ouest
Fin mai 1942, il a été nommé commandant des sous-marins de la Zone du Pacifique Sud-Ouest. Une de ses premières préoccupations a été l'amélioration de la vie quotidienne des sous-mariniers, ce qui lui a valu le surnom affectueux d'Oncle Charles, au niveau de la qualité de l'alimentation en mission, et en louant deux hôtels pour le repos et la récupération (R&R) des équipages.

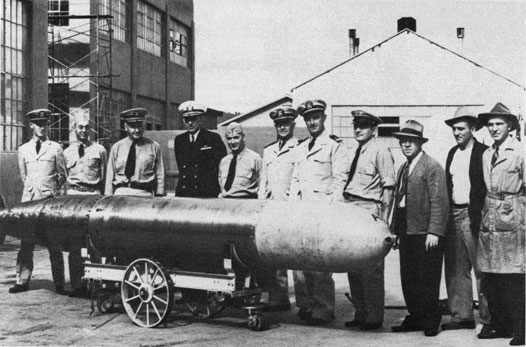
Inspection d'une torpille Mark14 par des cadres du Bureau of Ordnance, en 1943.

Au cours de l'année 1942, les sous-mariniers américains se plaignaient des mauvaises performances
des torpilles Mark 14 (en) qu'ils avaient en dotation standard. Il s'agissait d'armes très prometteuses, puisque dotées d'un détonateur magnétique, mais qui faisaient tantôt long feu, en n'explosant pas lorsqu'elles passaient sous la coque, tantôt explosaient prématurément, quand elles ne se mettaient pas à tourner en rond au risque de couler le bâtiment qui les avaient envoyées. Le service responsable de leur fabrication (le Bureau des Munitions (en anglais : Bureau of Ordnance) de l'État-Major de la Marine) repoussait toute idée de mauvaise conception, ou de mauvaise fabrication et incriminait des défauts d'entretien ou de maintenance. Des tests menés à l'instigation du contre-amiral Lockwood ont mis en évidence que pour des raisons d'équilibrage des poids, les torpilles avaient une immersion supérieure de plus de trois mètres à celle pour laquelle elles étaient normalement réglées, ce qui expliquait que le détonateur magnétique ne fonctionnait pas parce que les torpilles passaient trop profondément sous la coque. La solution a consisté, pour les commandants de sous-marins, à prendre en compte cet état de fait lors du réglage de l'immersion des torpilles.
En juillet, le contre-amiral Carpender a été nommé commandant des forces navales d'Australie occidentale. Parce que les sous-marins basés à Fremantle étaient la seule force navale réelle en Australie occidentale, Carpender, ancien sous-marinier, intervint fréquemment dans les opérations de Lockwood, ce qui irritait sérieusement ce dernier . De surcroît, le contre-amiral Lockwood considérait que se trouvaient sous son autorité les sous-marins basés à Brisbane, opérant au large de l'Australie orientale depuis la mi-1942, aux ordres du captain Christie. Le contre-amiral Carpender, qui, en septembre 1942, avait été nommé Commandant de l'ensemble des forces navales de la Zone du Pacifique Sud-Ouest n'a pas été d'accord, et a rejeté les assertions de Lockwood. Les deux hommes en sont arrivés à se détester cordialement l'un l'autre.

#### Commandant des Sous-marins de la Flotte du Pacifique

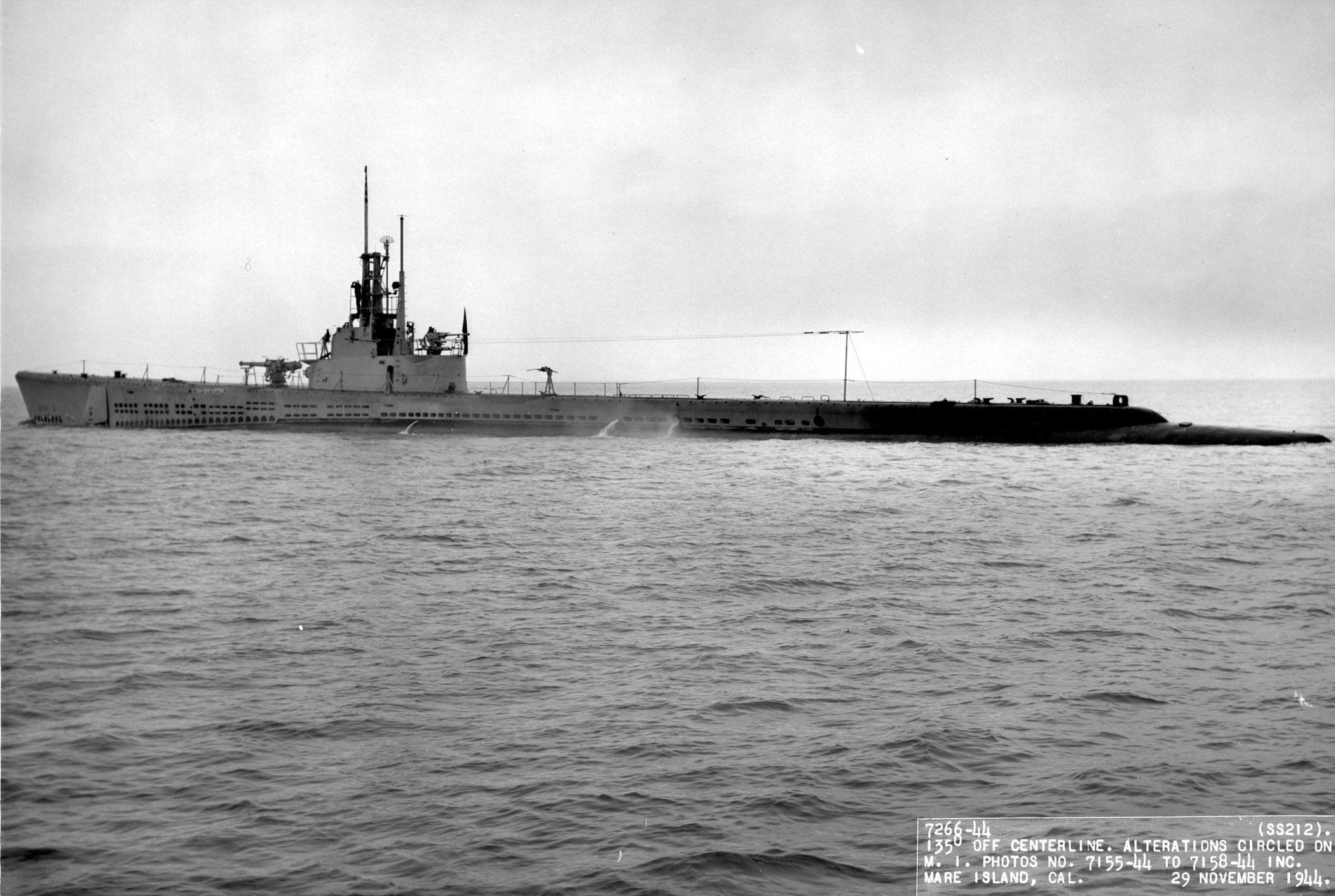
L'USS Gato, entré en service le 31 décembre 1941, a donné son nom à une classe de 77 sous-marins océaniques.

En janvier 1943, après que le Commandant des Sous-marins de la Flotte du Pacifique eut été tué dans un accident d'avion aux États-Unis, le contre-amiral Lockwood a été appelé à prendre ce poste. Il a conservé cette fonction pour le reste de la guerre, et son temps de commandement a été marqué par la mise en service d'un nombre important de sous-marins "océaniques" , 55 en 1943, et 53 en 1944, après les 35 mis en service en 1942 des classes Gato, Balao, et Tench.

##### Les dysfonctionnements des torpilles Mark14

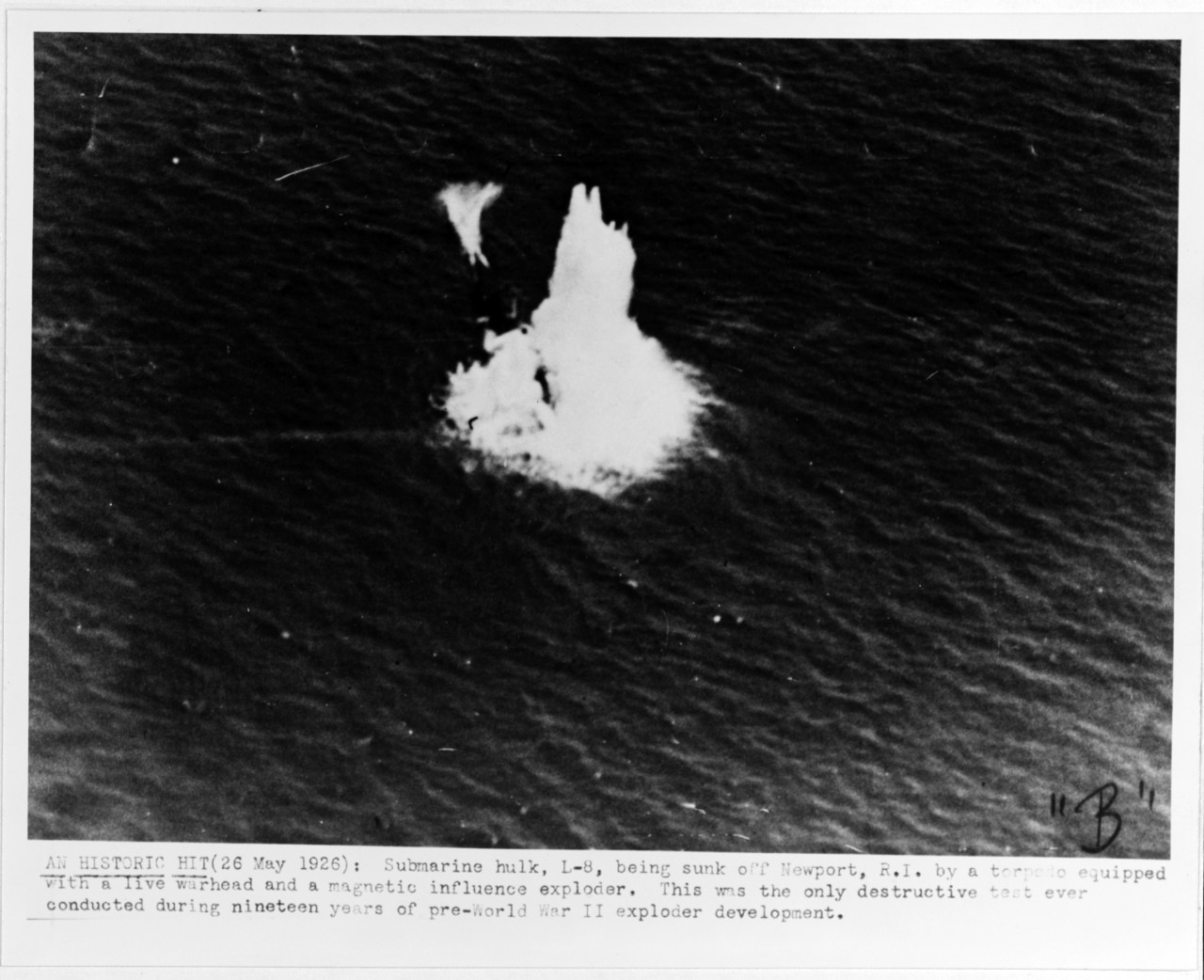
Photo du 26 mai 1926 du seul test réussi du détonateur magnétique Mark6, avant la Seconde Guerre mondiale.

Le nouveau commandant des Sous-marins de la Flotte du Pacifique a dû s'occuper très vite de pallier les dysfonctionnements persistants des torpilles. Les doutes du contre-amiral Lockwood, concernant cette fois le détonateur magnétique Mark6, ont provoqué une fâcherie entre Lockwood et Christie qui avait travaillé avant-guerre au Bureau des Munitions sur la conception de la torpille Mark14, et qui prenait toute récrimination à ce sujet comme une mise en cause de sa personne. En réalité, il y avait eu une insuffisance des tests en conditions de combat, par insuffisance des crédits budgétaires pendant l'entre-deux-guerres. À titre conservatoire, en juin 1943, le contre-amiral Lockwood a obtenu de l'amiral Nimitz de donner l'instruction de déconnecter le détonateur magnétique pour faire fonctionner le détonateur au contact. Le contre-amiral Christie, qui avait en mars 1943 succédé à Lockwood comme commandant des Sous-marins de la Zone du Pacifique Sud-Ouest, a menacé de déférer en cour martiale les commandants de sous-marins qui suivraient cet ordre.
La mesure prise par Lockwood n'a pas grandement amélioré les choses, mais elle a surtout permis de détecter un autre défaut, le détonateur au contact ne fonctionnait pas bien non plus, parce qu'il était trop lourd et trop fragile. Les choses se sont améliorées, à partir de 1944, avec de nouveaux détonateurs plus légers et plus solides, fabriqués avec des morceaux d'hélices d'avions japonais abattus.

##### La tactique d'emploi et les résultats des sous-marins

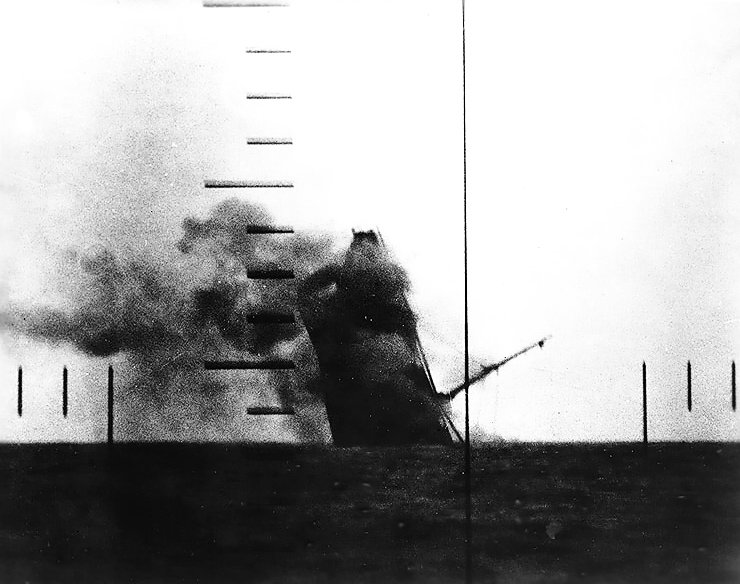
Le cargo japonais Nittsu Maru en train de couler, torpillé en mer Jaune le 23 mars 1943 par l'USS Wahoo (SS-238).

Le contre-amiral Lockwood a été d'abord assez réticent vis-à-vis de la tactique d'emploi des sous-marins en meute (en anglais : wolf pack tactic, et en allemand : Rudeltaktik). Cette tactique avait été très employée, à l'instigation de l'amiral Dönitz au début de la bataille de l'Atlantique, par les sous-marins de la Kriegsmarine allemande, mais elle a été finalement efficacement contre-carrée en captant le trafic radio entre les sous-marins et leur base, grâce à la technologie de la radiogoniométrie, en anglais : High Frequency Direction Finding (Huff-Duff). Le contre-amiral Lockwood a changé de point de vue, lorsqu'est apparue l'importance du goulot d'étranglement entre Formose et Luçon, par lequel passait un très important trafic maritime commercial, entre le Japon et les territoires occupés de l'Asie du Sud-Est, transportant des matières premières absolument nécessaires à l'effort de guerre nippon, en particulier le pétrole. Les sous-marins américains ont alors opéré en groupes de trois, sous la coordination tactique du commandant le plus ancien, la liaison entre eux étant assurée non pas par radio, mais par interférence de leurs émissions de radar. Cela n'a été que modérément apprécié par les commandants de sous-marins habitués à une grande autonomie, mais finalement, en 1943, les sous-marins américains ont coulé 1,8 million de tonneaux de transports japonais. La réaction japonaise, malgré le coup de tonnerre qu'a constitué l'irruption de sous-marins américains dès l'été 1943 en mer du Japon, par le détroit de La Pérouse, a consisté d'abord à organiser des convois, ensuite à les escorter, enfin à mettre en place une Flotte d'Escorte Maritime,, à la tête de laquelle a été placé l'amiral Oikawa en fin d'année 1943

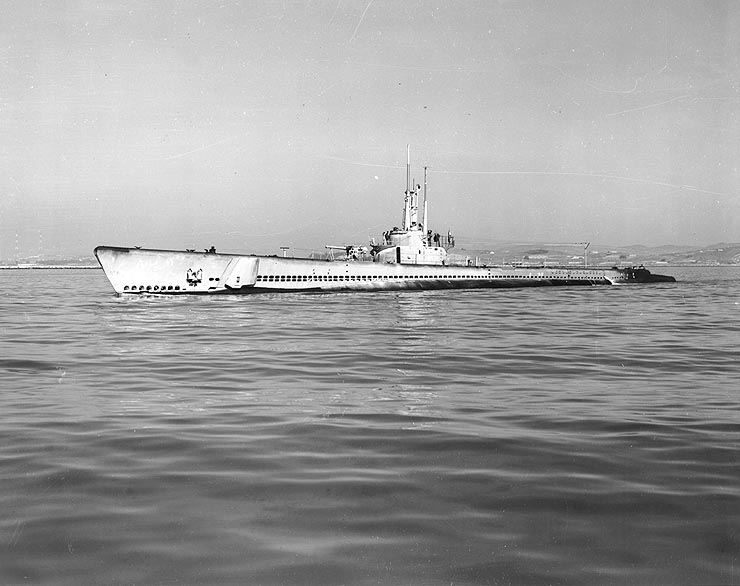
L'USS Balao, ici en octobre 1944, a été le premier d'une classe de 120 sous-marins entrés en service à partir de février 1943.

Promu vice-amiral en octobre 1943, Charles Lockwood, en matière de gestion des personnels, a pris une part prépondérante dans la promotion d'officiers souvent plus jeunes et agressifs que les commandants de sous-marins du début de la guerre, qui étaient loin d'avoir le profil de leurs homologues de la Kriegsmarine. Il a profité de l'avance américaine dans le Pacifique pour établir des bases sous-marines avancées, à Saipan, Guam, les îles de l'Amirauté ou la Baie de Subic, en y positionnant des ravitailleurs de sous-marins ce qui réduisait les trajets de transit océaniques vers les zones d'opérations de mer de Chine orientale ou méridionale.
Les sous marins du vice-amiral Lockwood ont enregistré, au cours de l'année 1944, des succès remarquables.
Le tonnage de navires marchands coulés par les sous-marins a été de 3,9 millions de tonneaux. Mais il est vrai que la lutte anti-sous marine japonaise n'a pas été menée avec une vigueur comparable à celle des Alliés contre les Allemands dans l'Atlantique. Elle n'a pas été une priorité dans l'emploi des porte-avions d'escorte qui ont surtout servi de transports d'aviation, ni pour l'aviation basée à terre (sur Formose ou aux Philippines), qui a été principalement employée contre les porte-avions américains, avec un relatif insuccès, compte tenu de la supériorité en matériels et en personnel de la chasse embarquée américaine.
Quant aux résultats des sous marins américains contre les navires de guerre, ils ont été exceptionnels, avec un cuirassé coulé (le Kongō) , trois porte-avions d'escadre (le Shokaku, le Taihō et l'Unryū) et le porte-avions géant Shinano, quatre porte-avions d'escorte, deux croiseurs lourds et huit croiseurs légers, auxquels est venu s'ajouter un croiseur léger (l'Isuzu), coulé le 7 avril 1945, par la “meute” des USS Charr, Besugo et Gabilan.
Mais les sous-marins américains ont joué un rôle très important en aidant à la récupération des pilotes d'avion tombés en mer, et notamment dans la période finale de la guerre, les équipages de B-29 en mission de bombardement stratégique, victimes de la chasse japonaise.
Le « service silencieux » a coulé, sur la durée de guerre, 5,7 millions de tonneaux et plus de 1 300 navires. Mais on aura garde d'oublier qu'il a, avec 22 % de pertes, le taux de pertes le plus fort des différentes branches de forces armées des États-Unis pendant la guerre du Pacifique.
Interrogé sur les armes utilisées pour gagner la guerre, l'amiral de la Flotte Halsey a déclaré :
« Si je devais classer les instruments et les machines qui nous ont fait gagner la guerre dans le Pacifique, je les rangerais dans cet ordre : les sous-marins en premier, le radar en second, les avions en troisième, les bulldozers en quatrième ».
Le vice-amiral Lockwood s'est vu attribuer la Médaille de la Marine pour Services Distingués (Navy Distinguished Service Medal) à trois reprises et la Legion of Merit.

### Après guerre
En décembre 1945, le vice-amiral Lockwood est nommé Inspecteur général de la Marine, un poste qu'il a détesté. Dépité du refus de la Marine de créer un poste d'adjoint au chef des Opérations navales pour les Sous-marins, qu'il se serait bien vu occuper, Charles Lockwood a pris sa retraite en 1947, et s'est retiré à Los Gatos, en Californie.
Il a écrit alors plusieurs ouvrages et romans sur la guerre sous-marine, "Sink-Em All: Submarine Warfare in the Pacific" (1951), "Hellcats of the Sea" (1955), "Zoomies, Subs and Zeros" (1956), "Through Hell and Deep Water" (1956), "Tragedy at Honda" (1960), "Hell at 50 Fathoms" (1962), "Down to The Sea in Subs: My Life in the U.S. Navy" (1967), et "Battles of the Philippine Sea" (1967) et a été conseiller technique pour plusieurs films sur le même sujet, "Operation Pacific" en 1951, avec John Wayne, considéré comme un classique sur la guerre sous-marine, et "On the Beach", en 1959.
Il décède en 1967, et est enterré au Cimetière National de Golden Gate auprès de ses amis et compagnons d'armes Richmond K. Turner et Chester Nimitz. Raymond Spruance sera enterré à proximité, selon un arrangement pris de leur vivant.
Un bâtiment de la classe Knox, l'USS Lockwood (DE-1064), reclassé frégate (FF-1064) en 1975, a été en service dans la Marine des États-Unis, de 1970 à 1993.

## Décorations
Selon photos de fin de carrière :
| |                                                                           |                                                                           |                                                                           |                                                                                                |                                                                                                |                                                                                                |                                                                                                |             |             |             |             |
| Gold star · Gold star · Navy blue ribbon with central gold stripe                                                                                      |                                                                           |                                                                           |                                                                           |                                                                                                |                                                                                                |                                                                                                |                                                                                                |             |             |             |             |
| Width-44 crimson ribbon with a pair of width-2 white stripes on the edges                                                                              | Width-44 crimson ribbon with a pair of width-2 white stripes on the edges | Width-44 crimson ribbon with a pair of width-2 white stripes on the edges | Width-44 crimson ribbon with a pair of width-2 white stripes on the edges | Rainbow ribbon with violet at the outer edges and going down the spectrum to red in the center | Rainbow ribbon with violet at the outer edges and going down the spectrum to red in the center | Rainbow ribbon with violet at the outer edges and going down the spectrum to red in the center | Rainbow ribbon with violet at the outer edges and going down the spectrum to red in the center | Bronze star | Bronze star | Bronze star | Bronze star |
| Width-44 yellow ribbon with central width-4 Old Glory blue-white-scarlet stripe. At distance 6 from the edges are width-6 white-scarlet-white stripes. |                                                                           |                                                                           |                                                                           |                                                                                                |                                                                                                |                                                                                                |                                                                                                |             |             |             |             |

| Insigne de guerre sous-marine        |                                |                                |                                |                                        |                                        |                                        |                                        |                                |                                |                                |                                |
| Navy Distinguished Service Medal (3) |                                |                                |                                |                                        |                                        |                                        |                                        |                                |                                |                                |                                |
| Legion of Merit                      | Legion of Merit                | Legion of Merit                | Legion of Merit                | World War I Victory Medal (États-Unis) | World War I Victory Medal (États-Unis) | World War I Victory Medal (États-Unis) | World War I Victory Medal (États-Unis) | American Defense Service Medal | American Defense Service Medal | American Defense Service Medal | American Defense Service Medal |
| Asiatic-Pacific Campaign Medal       | Asiatic-Pacific Campaign Medal | Asiatic-Pacific Campaign Medal | Asiatic-Pacific Campaign Medal | American Campaign Medal                | American Campaign Medal                | American Campaign Medal                | American Campaign Medal                | World War II Victory Medal     | World War II Victory Medal     | World War II Victory Medal     | World War II Victory Medal     |